# Yatağan (district)
Yatağan is een Turks district in de provincie Muğla en telt 46.275 inwoners (2007). Het district heeft een oppervlakte van 895,96 km². Hoofdplaats is Yatağan.
De bevolkingsontwikkeling van het district is weergegeven in onderstaande tabel.
| 1997   | 2000   | 2007   |
| ------ | ------ | ------ |
| 44.692 | 46.252 | 46.275 |

## Plaatsen in het district
Akgedik · Alaşar · Bağyaka · Bahçeyaka · Cazkırlar · Çakırlar · Çukuröz · Deştın · Doğan · Elmacık · Esenköy · Eskihisar · Gökgedik · Gökpınar · Hacıbayramlar · Hacıveliler · Hisarardı · Kadıköy · Kafacakaplancık · Kapıbağ · Katrancı · Kavakköy · Kırık · Kozağaç · Köklük · Madanlar · Mesken · Nebiköy · Şahinler · Şerefköy · Taşkesik · Turgutlar · Yava · Yayla · Yenikarakuyu · Yeniköy · Yeşilköy · Yukarıyayla · Zeytinköy
Bodrum · Dalaman · Datça · Fethiye · Kavaklıdere · Köyceğiz · Marmaris · Milas · Muğla · Ortaca · Ula · Yatağan